# Leoš Petrovský
Leoš Petrovský (Frýdek-Místek, 5 de enero de 1993) es un jugador de balonmano checo que juega de pívot en el TBV Lemgo alemán. Es internacional con la selección de balonmano de la República Checa.
Su primer gran campeonato con la selección fue el Campeonato Mundial de Balonmano Masculino de 2015.

## Palmarés

### Talent Pílsen
- Liga de balonmano de la República Checa (2): 2014, 2015

### Bergischer HC
- 2.Bundesliga (1): 2018

## Clubes
- SKP Frýdek-Místek ( -2012)
- Talent Pílsen (2012-2015)
- KS Azoty-Puławy (2015-2017)
- Bergischer HC (2017-2020)
- TuS Nettelstedt-Lübbecke (2020-2023)
- TBV Lemgo (2023- )